# Cheval turc dans une écurie
Cheval turc dans une écurie est une peinture à l'huile sur papier marouflée sur toile, réalisée par Théodore Géricault entre 1810 et 1818. Elle représente un cheval bai-brun sellé vu de l'arrière. 
Cette peinture est conservée au musée du Louvre, à Paris.

## Réalisation
La peinture est créée entre 1810 et 1813 selon le Musée du Louvre ; entre 1814 et 1818 selon Rio et Chenique, et fait partie des nombreuses œuvres de Géricault ayant pour sujet un cheval. Elle date vraisemblablement d'une époque où des chevaux orientaux sont arrivés en France pour un usage en courses, en particulier depuis la Tunisie. Théodore Géricault se rend avec son chevalet et ses pinceaux au bois de Boulogne où ces chevaux orientaux sont visibles ; il réalise quatre études à l'huile. 

## Description
En 1868, l'ouvrage de Charles Clément décrit cette peinture comme suit : 

« 23 CHEVAL TURC DANS UNE ÉCURIE. Il est bai brun vu de trois quarts par la croupe la tête tournée à gauche et porte une selle orientale richement ornée. Devant lui, la mangeoire »

— Musée du Louvre.
Le tableau mesure 35 × 25 cm.

## Parcours du tableau
Les quatre études à l'huile réalisées par Géricault ont été vendues aux enchères après sa mort. Deux restent en location chez M. Bralon, avant que la peinture du cheval turc n'arrive au Louvre. Ce tableau est depuis conservé au musée du Louvre, dans le département des Peintures.